# Хвостник
Не следует путать с хвощом.
Хво́стник (лат. Hippuris) — род водных многолетних трав семейства Подорожниковые.

## Название
Латинское название рода Hippuris происходит от греч. ἵππος — лошадь и οὐρά — хвост:668.
Другие русские названия: водонерица, водяная сосенка, водяное перо, конехвостник.

## Ботаническое описание

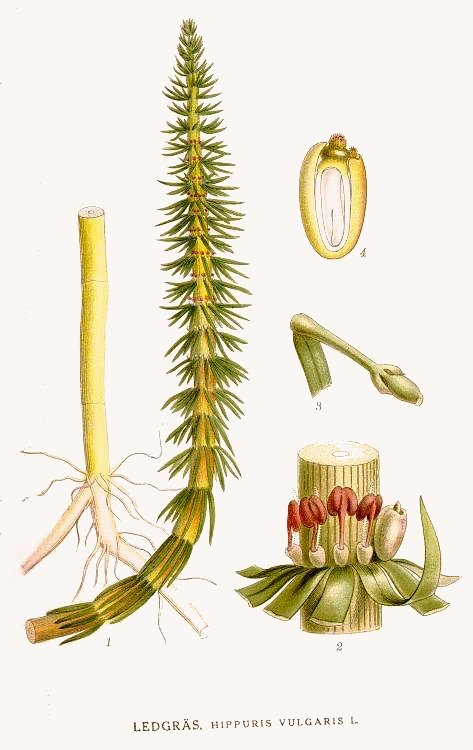
Хвостник обыкновенный.

Небольшое (15—20 см) стройное растение с полым неветвящимся прямым стеблем и мутовчатыми линейными листьями. Стебли отходят от подземного ползучего корневища и несут на себе удлинённые мелкие листочки, расположенные густыми мутовками.

## Распространение и среда обитания
Будучи растением преимущественно болотным, водяная сосенка хорошо растёт в неглубокой воде, но может расти также и совсем под водой, хотя в этом случае бывает всегда гораздо мельче.
Семена могут распространяться птицами, к телу которых они пристают вместе с илом, этим объясняется очень широкое распространение вида. Встречается от тундры до Дальнего Востока и Средней Азии..

## Классификация

### Таксономия
Hippuris L., 1753, Sp. Pl. : 4
Род Хвостник относится к семейству Подорожниковые (Plantaginaceae) порядка Ясноткоцветные (Lamiales). Таксономическая схема в соответствии с Системой APG IV по состоянию на декабрь 2023 года:
|  |                                      |  |                                   |                                   |                          |  | ещё 23 семейства |               |               |                                                         |
|  |                                      |  |                                   |                                   |                          |  |                  |               |               | 4 подтвержденных вида и 3 вида, ожидающих подтверждения |
|  |                                      |  |                                   | порядок Ясноткоцветные            |                          |  |                  |               | род Хвостник  |                                                         |
|  |                                      |  |                                   | порядок Ясноткоцветные            |                          |  |                  |               | род Хвостник  |                                                         |
|  | отдел Цветковые, или Покрытосеменные |  |                                   |                                   | семейство Подорожниковые |  |                  |               |               |                                                         |
|  | отдел Цветковые, или Покрытосеменные |  |                                   |                                   |                          |  |                  |               |               |                                                         |
|  |                                      |  | ещё 63 порядка цветковых растений | ещё 63 порядка цветковых растений |                          |  |                  | еще 105 родов | еще 105 родов |                                                         |
|  |                                      |  |                                   | ещё 63 порядка цветковых растений |                          |  |                  |               | еще 105 родов |                                                         |

### Виды
- Hippuris lanceolata Retz.
- Hippuris montana Ledeb. ex Rchb.
- Hippuris tetraphylla L.f.
- Hippuris vulgaris L. — Хвостник обыкновенный